# المبراية (الحديدة)

تعديل مصدري - تعديل

المبراية هي إحدى قرى مديرية زبيد، التابعة لمحافظة الحديدة اليمنية، بلغ تعداد سكانها 1625 نسمة حسب الإحصاء الذي جرى عام 2004.